# Верзино
Верзино — село в Борисоглебском районе Ярославской области, входит в состав Инальцинского сельского поселения.

## География
Расположено в 11 км на юго-запад от центра поселения деревни Инальцино и в 24 км на юго-запад от райцентра посёлка Борисоглебский.

## История
Успенская церковь с колокольней в селе основана в 1812 году с тремя престолами: Успения Пресвятой Богородицы, св. Григория Богослова и чуд. Николая. В 1862 году церковь расписана, в 1868 году отремонтирована, закрыта в 1937 году. Вторая однопрестольная зимняя церковь Обновления храма Воскресения Христова построена в 1833 году.
В конце XIX — начале XX село входило в состав Березниковской волости Ростовского уезда Ярославской губернии. В 1885 году в селе было 36 дворов.
С 1929 года село входило в состав Березниковского сельсовета Борисоглебского района, с 1935 по 1959 год — в составе Петровского района, с 1954 года — в составе Покровского сельсовета, с 2005 года — в составе Инальцинского сельского поселения.

## Население
| 1859 | 2007 | 2010 |
| ---- | ---- | ---- |
| 189  | ↘11  | ↘9   |

## Достопримечательности
В селе расположены недействующие Церковь Успения Пресвятой Богородицы (1812) и Церковь Воскресения Словущего (1833).